# Antetorsionswinkel nach Waidelich
Der Antetorsionswinkel nach Waidelich ist das Ergebnis eines Messverfahrens in der Medizin, mit dessen Hilfe der Winkel zwischen Schenkelhals und Schaft des Oberschenkelknochens (Femur) bestimmt wird. Er beträgt bei diesem mittels Computertomografie (CT) durchgeführten Messverfahren durchschnittlich 20,4° mit einer Standardabweichung von 9°.
Es werden drei Schnittebenen aus CT- oder Röntgenbildern ausgewählt. Die erste Schnittebene ist an dem Punkt der maximalen dorsalen Ausdehnung der Femurrollkämme. Die zweite Schnittebene zieht durch das Femurkopfzentrum und die dritte durch den großen Umdreher (Trochanter major) distal der Fossa trochanterica bzw. auf der Hälfte zwischen Trochanter major und minor.
Diese Methode existiert schon längere Zeit, hat aber auch Nachteile. Zum einen ist die Höhe der Schnitte abhängig vom Untersucher und zum anderen abhängig von der Knochenlagerung beim Röntgen bzw. CT. Diese beiden Parameter können zu verschiedenen gemessenen Winkeln führen.
Prä- und intraoperativ wird diese Methode z. B. bei Umstellungsosteotomien, Marknagelungen und posttraumatischen Beindeformitäten benutzt.